# 埃伯斯瓦爾德撞擊坑
埃伯斯瓦爾德撞擊坑（英語：Eberswalde，舊稱）是火星珍珠高地上一個被半覆蓋的撞擊坑，位在可能曾經是湖泊的霍頓撞擊坑北方。該撞擊坑直徑 65.3公里，中心位置 24°S, 33°W ，以德國布蘭登堡的城市埃伯斯瓦爾德命名（根據國際天文聯會行星命名規則，火星較小的撞擊坑以地球上人口少於十萬的城市命名。）；並曾經是火星科學實驗室的候選登陸地點。
該撞擊坑內的地形是火星表面曾有流動液態水的強力證據。

## 火星科學實驗室
NASA曾經在珍珠灣區選定數個地點做為未來的火星車火星科學實驗室登陸地點。埃伯斯瓦爾德因為有三角洲存在而成為四個候選地點的其中一個 。
火星科學實驗室的任務目的是要確認火星是否曾有適合生命產生的環境。目前的期望是之後的任務可以從登陸地點帶回的樣本中發現生命曾經存在於火星的遺跡。為了要安全完成任務，必須要有一個寬 12 公尺的平坦圓形區域。地質學家則希望能在液態水曾經存在的區域降落，因此將必須研究沉積岩層。
火星侦察轨道器在當地發現了鐵鎂質膨潤石。該礦物必須在有水的狀況下形成。

## 埃伯斯瓦爾德三角洲

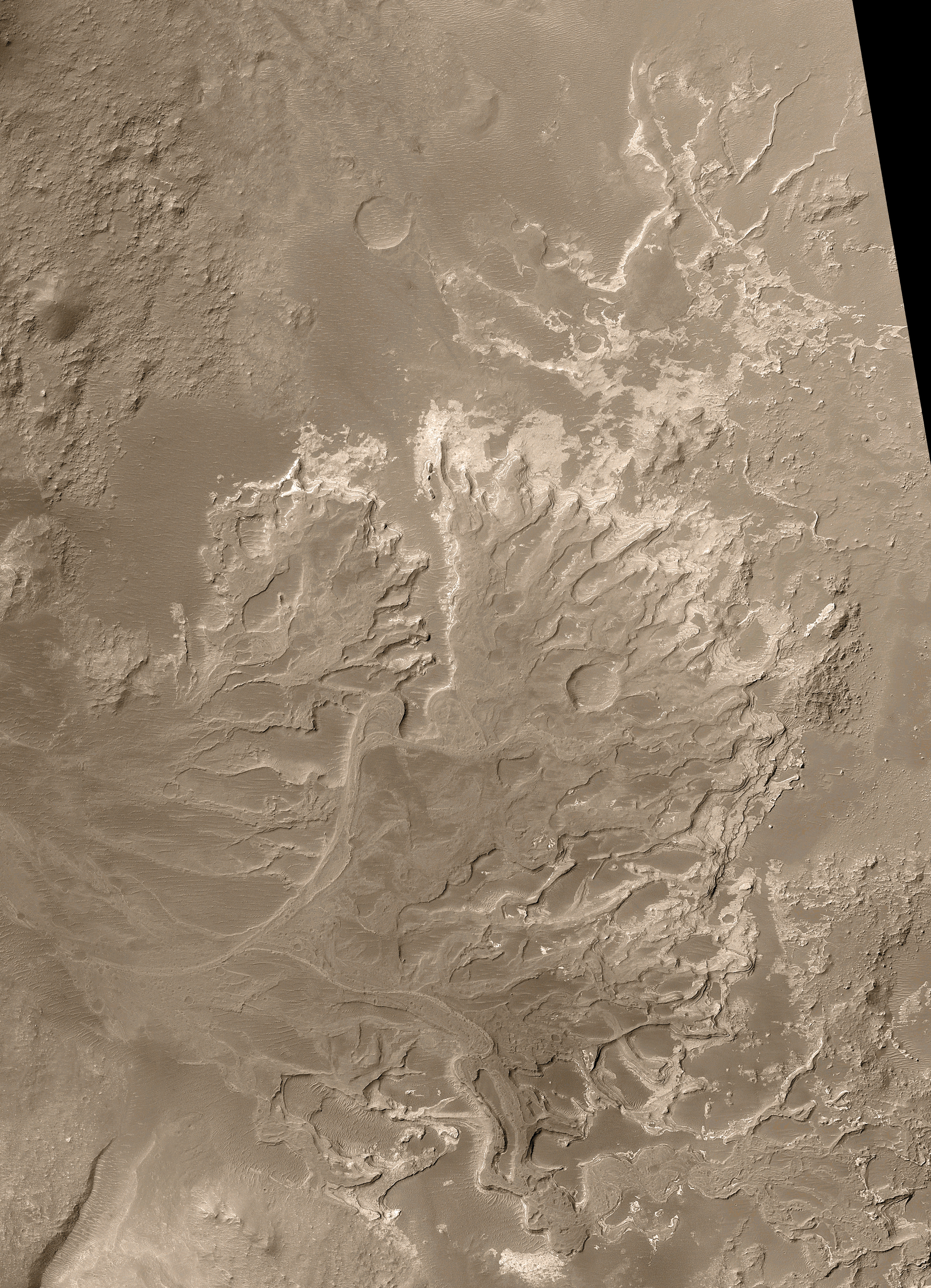
火星全球探勘者號拍攝到的三角洲

該撞擊坑存在著已經乾涸並且被覆蓋的三角洲，依其形態看起來是由液態水形成。有一系列的河谷進入三角洲大約 4000 平方公里的「流域」。三角洲的表面積是 115 平方公里，尺寸是 15X13 公里。該三角洲是由馬林太空科學系統公司的麥可·馬林和肯尼斯·艾吉特於2003年在火星全球探勘者號拍攝的照片中發現。
該三角洲同時也是部分火星沉積岩在液體中沉積的證據，其中蜿蜒的河道更支持此說。有更多的沉積岩是沉積在三角洲的上方。在河道中的沉積物則形成沉積岩。當周圍較軟的沉積物被侵蝕，三角洲將會重新出現，但高程會變化。
根據 Jeffrey M. Moore 等人於 2003年的研究，該撞擊坑的流量預測是 700 m3/s，因此預期該撞擊坑在不考慮蒸發和滲流的情況下，充滿水的時間是 20 年。但這是不可能的，因為該假設中並沒有三角洲在一個永久性湖泊中形成，而是一系列短時間湖泊在一定年限中形成。該假設認為火星在諾亞紀時期的氣候是一系列短時間的潮濕季節，而非長時期濕潤氣候。

## 外部連結
- HiRISE image of Eberswalde Delta（页面存档备份，存于） (warning: large images)
- MSSS page about the discovery
- Hauber;  et al.  (PDF). Lunar and Planetary Sciences conference. 2007  [2011-09-10]. （原始内容存档 (PDF)于2011-06-05）.
- Schieber, J.  (PDF). Lunar and Planetary Sciences conference. 2007  [2011-09-10]. （原始内容存档 (PDF)于2011-06-05）.
- Monica Pondrelli;  et al. . Planetary and Space Science. 2011,. in press (11–12): 1166. Bibcode:2011P&SS...59.1166P. doi:10.1016/j.pss.2010.10.009.
- Monica Pondrelli;  et al. . Icarus. 2008, 197 (2): 429–451. Bibcode:2008Icar..197..429P. doi:10.1016/j.icarus.2008.05.018.
- Youtube （页面存档备份，存于）  Lakes on Mars - Nathalie Cabrol (SETI Talks)